# Amphoe Ko Chan
 (octobre 2023).
Si vous disposez d'ouvrages ou d'articles de référence ou si vous connaissez des sites web de qualité traitant du thème abordé ici, merci de compléter l'article en donnant les références utiles à sa vérifiabilité et en les liant à la section « Notes et références ».
Ko Chan (เกาะจันทร์) est un district (amphoe) situé dans la province de Chonburi, dans l'Est de la Thaïlande.
Le district est divisé en 2 tambon et 27 muban. Il comprenait environ 35 000 habitants en 2005.